# Giuseppe Zanardelli
Giuseppe Zanardelli, (Brescia, 29. listopada 1826. — 26. prosinca 1903.), bio je talijanski političar i nacionalist. Obnašao je dužnost premijera Italije od 15. veljače 1901. do 3. studenog 1903.
Zanardelli je postao pravnik 1859., a iste godine izabran je u parlament. Bio je kraljevski komesar 1866. u pokrajini Belluno. U vladi Agostina Depretisa bio je ministar javnih poslova 1876. – 1877., u vladi Benedetta Cairolija bio je ministar unutarnjih poslova 1878. – 1881. i ministar pravosuđa u Depretisovoj novoj vladi 1881. – 83., u kojoj je imao zasluge za prihvatanje pravičnijeg izbornog zakona. Iz te vlade istupa, jer je bio liberalnih stajališta i anti-iredentist, kada se Depertis približio političkoj desnici i Silama Osovine. 
Zanerdelli je zajedno s ostalim članova "pentarhije" (5 članova) (Francescom Crispijem, Benedettom Cairolijem, Giovannijem Nicoterom i Alfredom Baccarinijem) predstavljao jaku opoziciju protiv Depretisa. Kada je Depretis prekinuo veze s desnicom, Zanardelli ponovo ulazi u Depretisovu vladu kao ministar pravosuđa, a kasnije je tu dužnost obnašao i u Crispijevoj vladi sve do veljače 1891. 
U periodu 1891. – 94. bio je predsjedavajući zastupničkog doma a kasnije ministar pravosuđa u vladi Antonia di Rudinìja 1897. – 98. Kasnije je bio predsjednik vlade Italije od 1901. no tu dužnost napušta 1903. zbog bolesti.